# Álbum de estudio
Un álbum de estudio es un álbum musical consistente en una selección de canciones grabadas en un estudio de grabación. La diferencia entre un álbum de estudio y un álbum recopilatorio (el cual también suele contener canciones de estudio), es que el álbum de estudio incluye temas nuevos grabados por el artista, mientras que el recopilatorio, precisamente compila material publicado con anterioridad y ya conocido. Usualmente no contienen grabaciones en vivo o remixes, y si los tiene suelen aparecer como bonus tracks, y componen una pequeña parte del álbum.
Al estar preparados, los álbumes de estudio contienen gran cantidad de agregados de producción como efectos de sonido, sonidos orquestales, entre otros...